# Szymon Matuszek
Szymon Matuszek, né le 7 janvier 1989 à Cieszyn, est un footballeur polonais. Il évolue au poste de milieu défensif au Miedź Legnica.

## Biographie
Szymon Matuszek joue en Pologne et en Espagne. Il dispute plus de 200 matchs dans les championnats professionnels polonais. 

## Palmarès
- Piast Gliwice
  - Champion de Pologne de I liga (D2) en 2012